# Собор Пресвятой Троицы (Жилина)

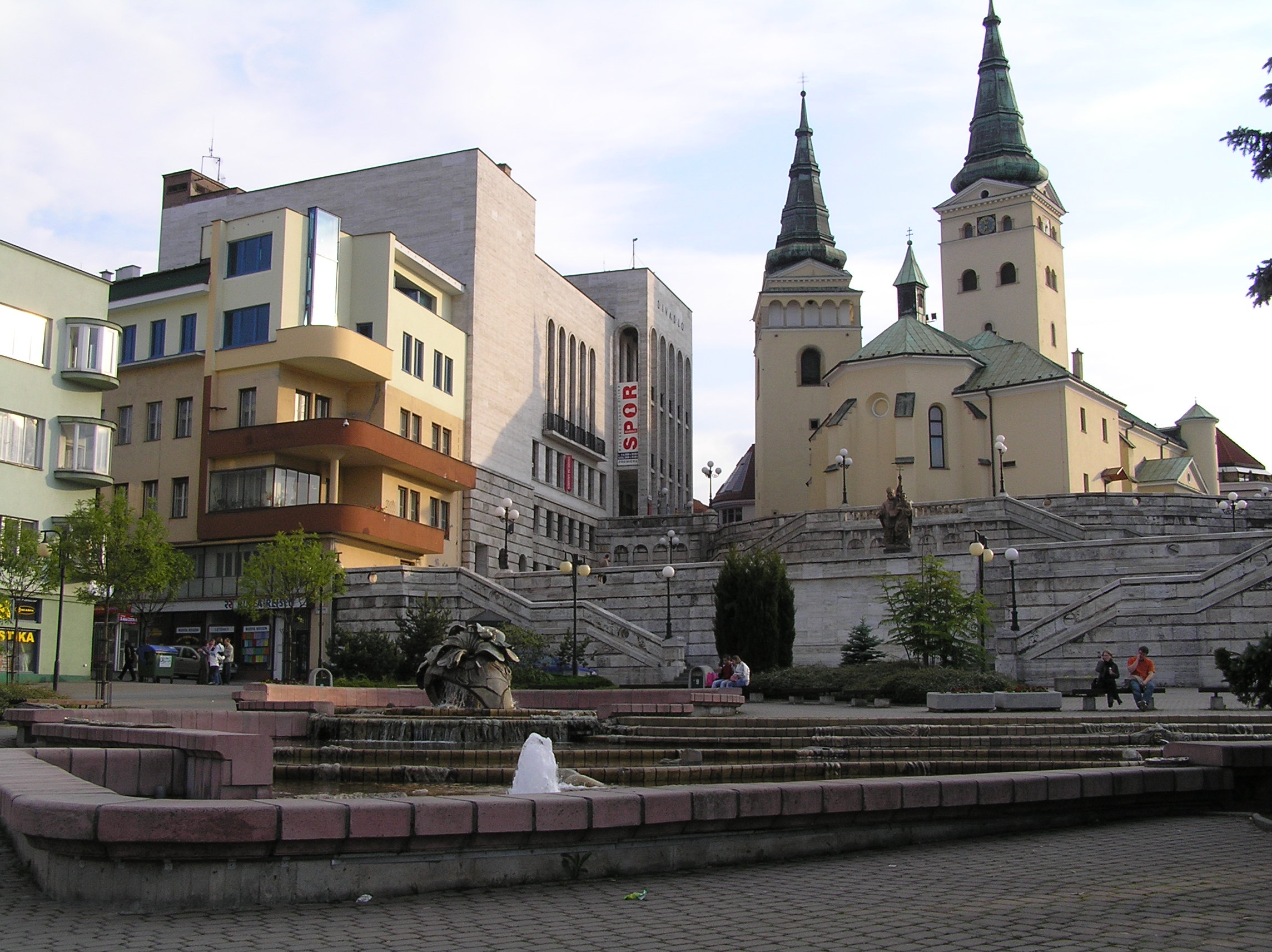
Собор Пресвятой Троицы, Жилина, Словакия

Собор Пресвятой Троицы ( словац. Katedrála Najsvätejšej Trojice) – католический храм, находящийся в историческом центре города Жилина, Словакия. Церковь Пресвятой Троицы является  кафедральным собором католической епархии Жилины. 

## История
Церковь была построена в 1400 году и первоначально была освящена в честь Пресвятой Девы Марии. Около 1530 года бургомистр Жилины Буриан Светловский построил возле храма башню, которая исполняла функции цитадели. Эта башня называлась первое время как «Новая башня»; в настоящее время башня носит имя бургомистра и называется как «Башня Буриана». 
В середине XVI века церковь была дважды сожжена рыцарями Иоанном Подманицким и его братом  Рафаэлем. Церковь была перестроена городскими властями в крепость и использовалась в качестве фортификационного сооружения до 1542 года, когда она вновь была возвращена Католической церкви. В 1542 года епископ Нитры освятил храм во имя Пресвятой Троицы. 
В 1678 году храм сильно пострадал от пожара. В 1687 году сгоревший храм был отремонтирован и в 1690 году он был передан иезуитам. 
В 1762 году в к храму была пристроена часовня святого Яна Непомуцкого. 
21 июня 1848 года в Жилине произошёл сильный пожар, от которого пострадал почти весь город. От этого пожара сильное повреждение получила и церковь Пресвятой Троицы. От пожара пострадали крыша, обе башни и весь внутренний интерьер храма. Во время пожара расплавились три колокола. Землетрясение 15-го января 1858 года также сильно повлияло на состояние  храма.  
В 1780 году началась реставрация церкви, которая продолжалась на протяжении целого столетия. 
В 1886 году случился ещё один пожар, который повредил недавно отреставрированный храм. Во время этого пожара пострадала крыша церкви. В 1888 году к храму были пристроены две новые башни, которые имеют современный вид. 
В августе 1917 года с башни Буриана были сняты три колокола для производства военной техники. В 1924 году на башнях были установлены шесть новых колоколов, которые освятил священник Андрей Глинка. Эти колокола сохранились до нашего времени. В 1936 году в храме был установлен орган. 
В 1941 году фасад церкви был украшен статуей святой Анны. 
14 февраля 2008 года Святой Престол учредил епархию Жилины и церковь Пресвятой Троицы стала кафедральным собором этой епархии.

## Источник
- Mons. Viliam Judák: "Katedrála – matka chrámov v diecéze." In: Pútnik svätovojtešský : Kalendár na rok 2011. Zostavili Mária Vyskočová a Slavomír Ondica. Trnava : Spolok svätého Vojtecha, 2010, s. 33-63. ročník 139 ISBN 978-80-7162-824-8 (s. 51-52: "Katedrála Najsvätejšej Trojice v Žiline")